# 石神井町
石神井町（しゃくじいまち）は、東京都練馬区の町名。現行行政地名は石神井町一丁目から石神井町八丁目。住居表示実施済み区域。

## 地理

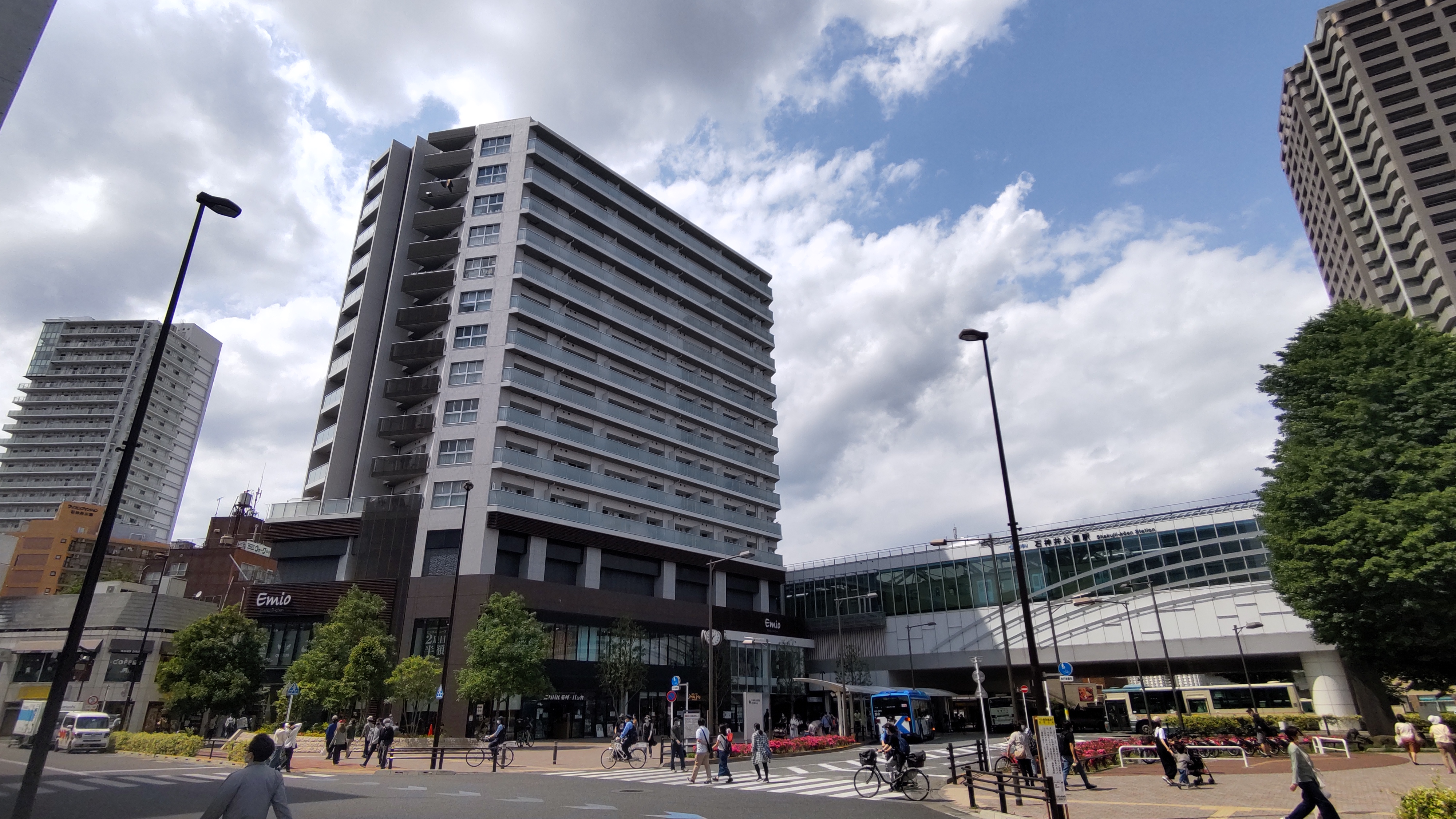
石神井公園駅南口（2021年5月）

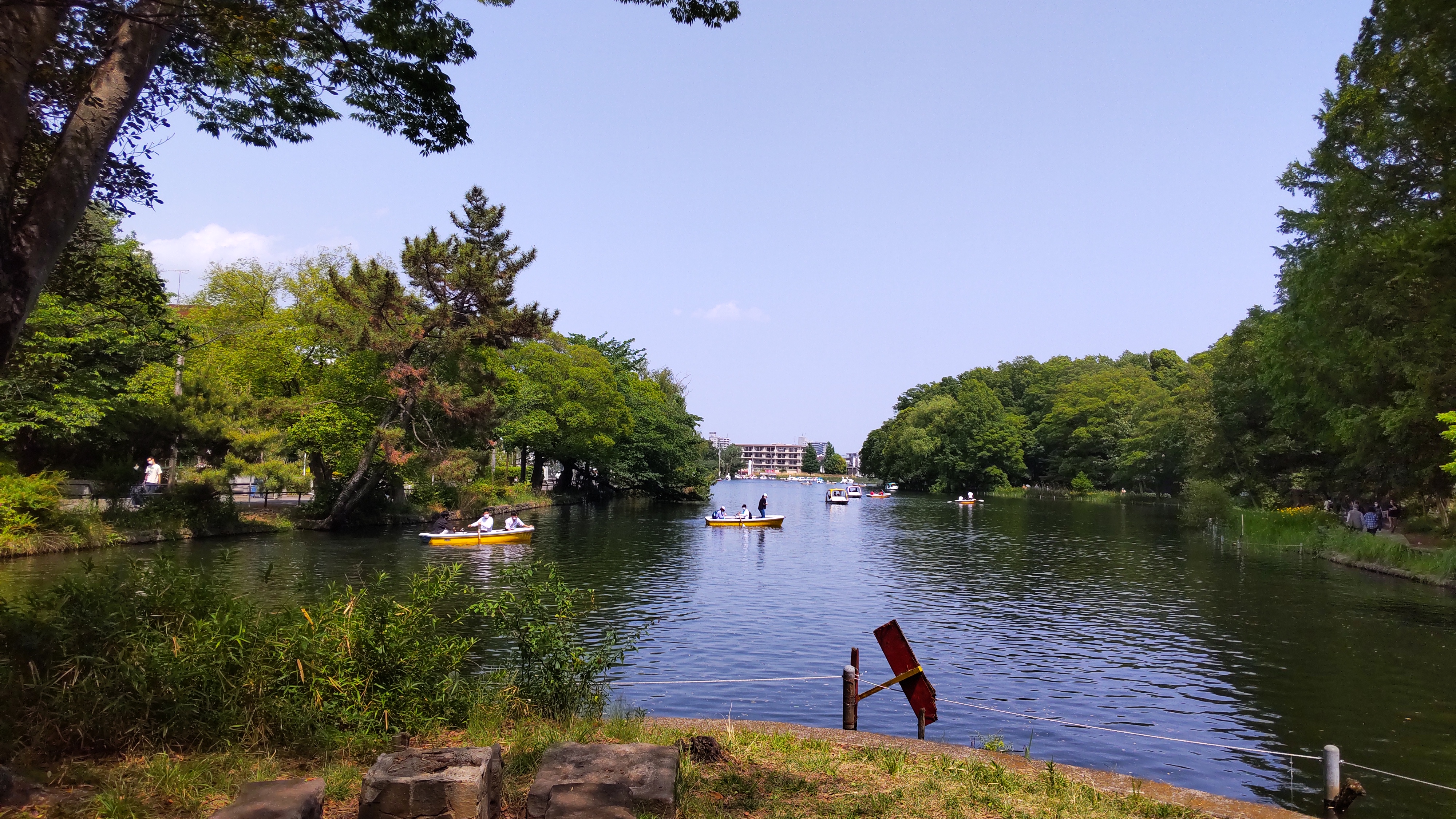
石神井池（2021年5月）

練馬区の中央よりやや南西部に位置し、石神井公園や石神井川、石神井公園駅がある。町域西部は石神井台、東大泉、東部は高野台に接し、南部は石神井川を境に下石神井、南田中と上石神井、北部は三原台、谷原と接している。

### 河川
- 石神井川

### 地価
住宅地の地価は、2025年（令和7年）1月1日の公示地価によれば、石神井町1-14-31の地点で51万6000円/m2、石神井町6-2-5の地点で66万4000円/m2となっている。

## 歴史

### 地名の由来
石神井の名の由来は、この地で井戸を掘った折、石剣が出土したことから、「石神の井」で石神井となったといわれている。現在この石剣は、石神井神社に神体として祭られている。また石剣には三宝寺池から出土したという記録もある。因みに同神社本社の祭神は少彦名命であり、地域の象徴的なスダジイなどの大木がそびえている。

### 沿革
- 江戸時代は武蔵国豊島郡下石神井村のうち、石神井川北側の小名和田、北原、池渕あたりに相当。[6]
- 1889年（明治22年）5月1日 - 町村制施行により東京府北豊島郡石神井村大字下石神井となる。そのうち小字和田（現・二丁目・四丁目）、和田前、小中原（五丁目）、池渕（六丁目）、北原（七丁目・八丁目）にほぼ相当する。
- 1932年（昭和7年）10月1日 - 東京府東京市板橋区下石神井二丁目となる。[7]
- 1947年（昭和22年）8月1日 - 練馬区が板橋区より独立し、東京都練馬区下石神井二丁目となる。
- 1970年（昭和45年）1月1日 - 住居表示の実施により、東京都練馬区石神井町一～八丁目となる。この際に南田中町の一部（字上長光寺、下長光寺あたり、現・一丁目）などが加えられた。

## 世帯数と人口
2025年（令和7年）4月1日現在（練馬区発表）の世帯数と人口は以下の通りである。
| 丁目           | 世帯数     | 人口     |
| -------------- | ---------- | -------- |
| 石神井町一丁目 | 1,762世帯  | 3,007人  |
| 石神井町二丁目 | 2,564世帯  | 4,754人  |
| 石神井町三丁目 | 2,005世帯  | 3,280人  |
| 石神井町四丁目 | 1,792世帯  | 3,439人  |
| 石神井町五丁目 | 978世帯    | 1,719人  |
| 石神井町六丁目 | 1,677世帯  | 3,142人  |
| 石神井町七丁目 | 2,190世帯  | 4,206人  |
| 石神井町八丁目 | 2,228世帯  | 4,370人  |
| 計             | 15,196世帯 | 27,917人 |

### 人口の変遷
国勢調査による人口の推移。
| 年                 | 人口   |
| ------------------ | ------ |
| 1995年（平成7年）  | 23,779 |
| 2000年（平成12年） | 23,469 |
| 2005年（平成17年） | 25,468 |
| 2010年（平成22年） | 26,603 |
| 2015年（平成27年） | 27,090 |
| 2020年（令和2年）  | 28,284 |

### 世帯数の変遷
国勢調査による世帯数の推移。
| 年                 | 世帯数 |
| ------------------ | ------ |
| 1995年（平成7年）  | 10,621 |
| 2000年（平成12年） | 11,233 |
| 2005年（平成17年） | 12,555 |
| 2010年（平成22年） | 13,490 |
| 2015年（平成27年） | 13,553 |
| 2020年（令和2年）  | 14,897 |

## 学区
区立小・中学校に通う場合、学区は以下の通りとなる（2022年7月現在）。
| 丁目           | 番地              | 小学校               | 中学校                 |
| -------------- | ----------------- | -------------------- | ---------------------- |
| 石神井町一丁目 | 1～14番 17番      | 練馬区立南田中小学校 | 練馬区立石神井東中学校 |
| 石神井町一丁目 | 15〜16番 18〜27番 | 練馬区立光和小学校   | 練馬区立石神井東中学校 |
| 石神井町二丁目 | 1～14番           | 練馬区立光和小学校   | 練馬区立石神井東中学校 |
| 石神井町二丁目 | 15〜36番          | 練馬区立光和小学校   | 練馬区立三原台中学校   |
| 石神井町三丁目 | 1〜2番 10～15番   | 練馬区立石神井小学校 | 練馬区立石神井中学校   |
| 石神井町三丁目 | 16〜17番 26〜30番 | 練馬区立光和小学校   | 練馬区立石神井中学校   |
| 石神井町三丁目 | 3〜9番 18〜25番   | 練馬区立光和小学校   | 練馬区立石神井東中学校 |
| 石神井町四丁目 | 1〜2番            | 練馬区立光和小学校   | 練馬区立石神井東中学校 |
| 石神井町四丁目 | 3〜28番           | 練馬区立光和小学校   | 練馬区立三原台中学校   |
| 石神井町五丁目 | 全域              | 練馬区立石神井小学校 | 練馬区立石神井中学校   |
| 石神井町六丁目 | 全域              | 練馬区立石神井小学校 | 練馬区立石神井中学校   |
| 石神井町七丁目 | 10～24番 32～35番 | 練馬区立大泉東小学校 | 練馬区立石神井中学校   |
| 石神井町七丁目 | 1〜9番 25〜31番   | 練馬区立光和小学校   | 練馬区立石神井中学校   |
| 石神井町八丁目 | 全域              | 練馬区立光和小学校   | 練馬区立三原台中学校   |

## 交通

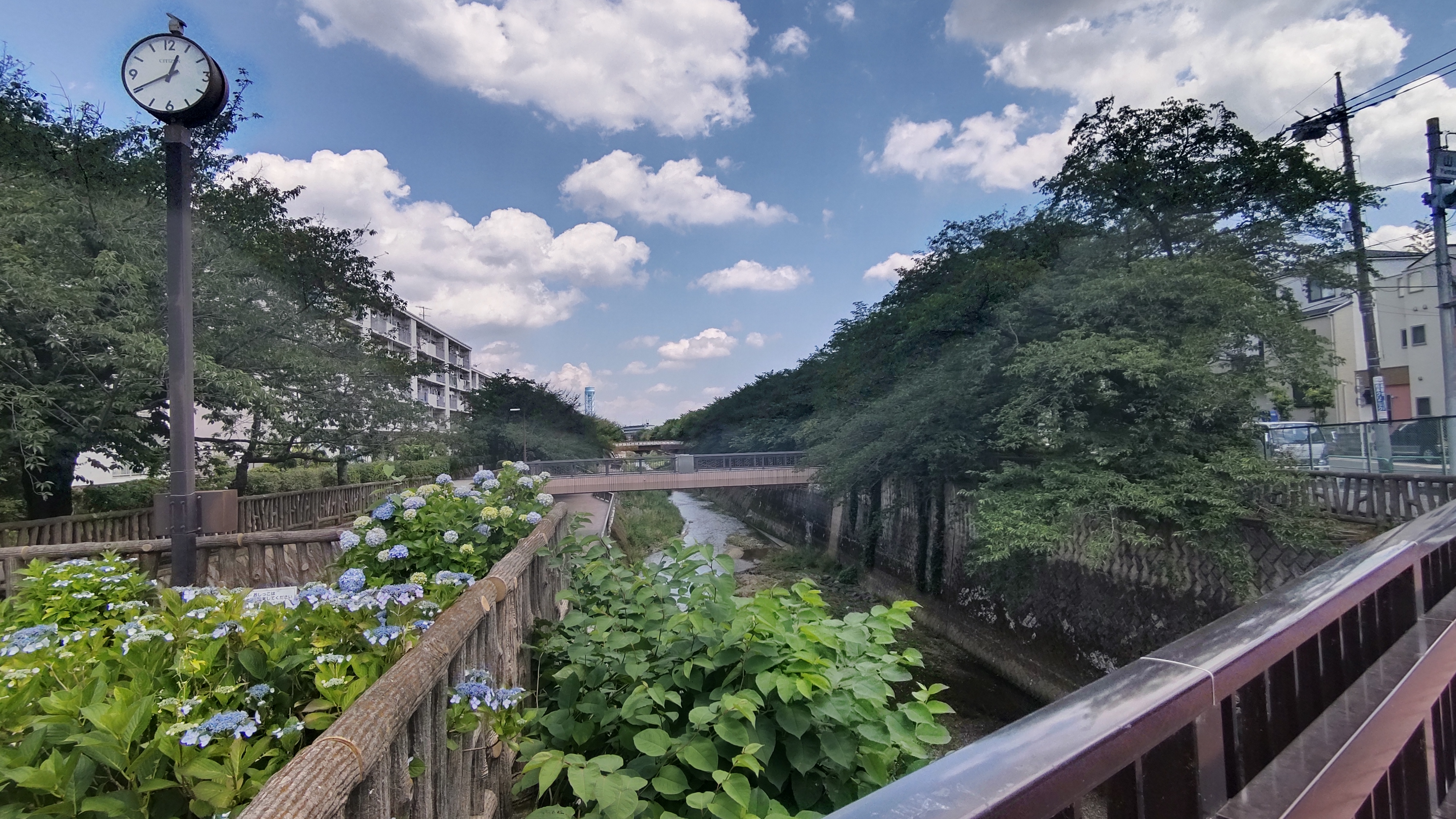
石神井川 山下橋（南田中団地）から下流（練馬高野台駅）方面

鉄道は、中央部を東西に西武池袋線が走り、石神井公園駅が置かれている。
道路は、中央部をかつてふじ大山道と称した参詣道で、田柄用水も流れた富士街道が東西に走る。北部は大泉街道（かつての清戸道）に、東部は一部が幹線道路笹目通りにそれぞれ接している。また、南部を旧早稲田通り（かつての所沢道）が、西部を井草通りが南北に通る。

### 鉄道
| 街区内の駅                       |
| -------------------------------- |
| 西武池袋線 - 石神井公園駅(SI 10) |

### バス
- 西武バス練馬営業所が存在。周辺の路線を運行している。
- 西武バス上石神井営業所が存在。周辺の路線を運行している。
- 関東バス阿佐谷営業所が存在。周辺の路線を運行している。
- 国際興業バス練馬営業所が存在。周辺の路線を運行している。

### 道路
- 富士街道 - かつてふじ大山道と呼ばれた参詣道で、昭和30～40年代まで田柄用水が流れていた。
- 石神井公園通り
- 大泉街道
- 井草通り
- 旧早稲田通り

## 事業所
2021年（令和3年）現在の経済センサス調査による事業所数と従業員数は以下の通りである。
| 丁目           | 事業所数    | 従業員数 |
| -------------- | ----------- | -------- |
| 石神井町一丁目 | 51事業所    | 305人    |
| 石神井町二丁目 | 213事業所   | 2,147人  |
| 石神井町三丁目 | 388事業所   | 3,270人  |
| 石神井町四丁目 | 109事業所   | 891人    |
| 石神井町五丁目 | 64事業所    | 547人    |
| 石神井町六丁目 | 90事業所    | 886人    |
| 石神井町七丁目 | 128事業所   | 798人    |
| 石神井町八丁目 | 65事業所    | 550人    |
| 計             | 1,108事業所 | 9,394人  |

### 事業者数の変遷
経済センサスによる事業所数の推移。
| 年                 | 事業者数 |
| ------------------ | -------- |
| 2016年（平成28年） | 1,075    |
| 2021年（令和3年）  | 1,108    |

### 従業員数の変遷
経済センサスによる従業員数の推移。
| 年                 | 従業員数 |
| ------------------ | -------- |
| 2016年（平成28年） | 8,735    |
| 2021年（令和3年）  | 9,394    |

## 施設

### 一～二丁目
一丁目
- 和田稲荷神社
- 区立和田堀公園（かつて溜池、金木園釣り堀。その後公園として整備）
- 長光寺橋公園 - 幕末～明治初年頃までこの近くに長光寺があった[17]。
- 区立東台野球場
- 南田中団地 - 石神井川より北29～51号棟は石神井町、同南1～28号棟が南田中。

二丁目
- 西友石神井公園店
- 石神井公園ピアレス
  - クイーンズ伊勢丹石神井公園店
  - ショッピングモール 
    - 八重洲ブックセンター石神井公園店
    - サーティワンアイスクリーム

  - スポーツクラブルネサンス石神井公園
  - かごの屋石神井公園駅前店（和食レストラン）
  - 三井住友信託銀行石神井支店
- 石神井ローンテニスクラブ
- 東京消防庁石神井消防署石神井公園出張所
- 練馬区立光和小学校

### 三丁目
- 石神井公園駅
- 練馬区役所石神井庁舎

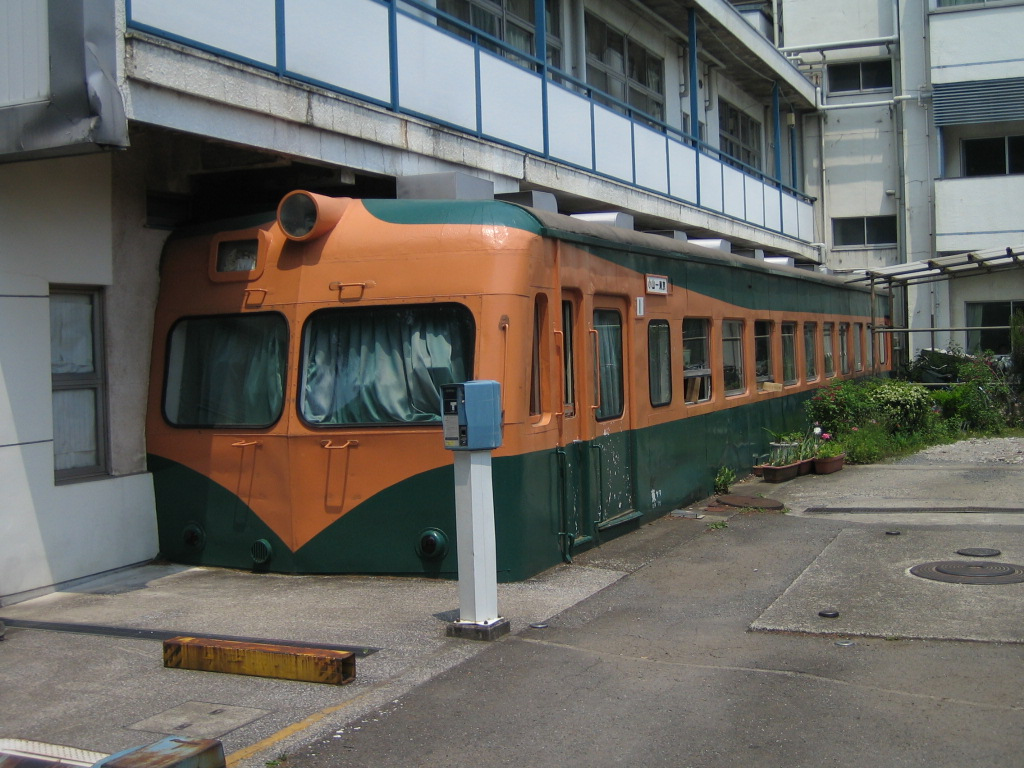
小山クリニックが小山病院時代に南口に存在した80系電車外装病棟。長らく目印として機能していた。

  - 石神井休日急患診療所（練馬区石神井庁舎内）
- まなマート
- 石神井公園駅前郵便局
- みずほ銀行石神井支店
- りそな銀行石神井支店
- きらぼし銀行石神井支店
- ユークレイジア会小山クリニック - 駅南側にある診療所。先代の理事長は鉄道ファンでもあり、長年日本国有鉄道（国鉄）や西武鉄道の嘱託医を務めて来た。現診療所の向かいにあった旧小山病院には診察室として国鉄80系電車の実物大レプリカが置かれ、自宅敷地内には実物の西武351系のカットボディ（行先表示は「石神井公園」）も設置されていたことで有名であったが、いずれも診療所への転換（2009年）に伴い解体された。
- 区立和田堀緑道・緑地（旧三宝寺川の下流域。その後埋め立てられ緑道として整備。

### 四丁目
- 三菱UFJ銀行石神井公園支店
- ライフ石神井公園店
- 日本年金機構練馬年金事務所
- 石神井ゴルフセンター (2012年 に閉鎖）
- 石神井神社

### 五丁目
- 東京都立石神井公園（石神井池エリア）
  - 石神井池 - Mr.Childrenの『Tomorrow never knows』は、桜井和寿がここをジョギングしていて生まれた。
  - 石神井公園B地区野球場（旧住友銀行運動場）
- 練馬区立石神井公園ふるさと文化館
- 練馬区立池淵史跡公園
- 練馬区立石神井プール
- 禅定院
- ＪＡ東京あおば石神井支店

### 六～八丁目
六丁目
- 警視庁石神井警察署

七丁目
- 石神井保健相談所

## 史跡・名所
- 都立 石神井公園
- 区立 石神井公園ふるさと文化館
  - 池淵史跡公園
  - 石神井プール
- 禅定院
- 石神井神社
- 石神井川

## その他

### 日本郵便
- 郵便番号 : 177-0041[3]（集配局 : 石神井郵便局[18]）。